# Bastogne
Bastogne (in lussemburghese Baaschtnech, in olandese Bastenaken, in tedesco Bastnach) è un comune belga di 14 386 abitanti, situato nella provincia vallona del Lussemburgo.
Bastogne si trova nelle Ardenne ed ebbe un ruolo cruciale durante la seconda guerra mondiale soprattutto nel corso dell'Offensiva delle Ardenne. Il 21 dicembre 1944, le Panzerdivision della Wehrmacht circondarono la città, accerchiando la 101ª Divisione Aviotrasportata statunitense e numerosi reparti di altre unità disgregate dal violento attacco tedesco. La energica ed efficace difesa di Bastogne da parte della 101ª Aviotrasportata ebbe grande importanza per l'esito finale dell'offensiva tedesca; molti reparti tedeschi rimasero infatti agganciati intorno alla città e le importanti vie di comunicazione centrate su Bastogne rimasero in possesso delle forze americane, intralciando molto la progressione delle colonne corazzate tedesche.
Inoltre, la 3ª Armata statunitense del generale George Patton contrattaccò ben presto da sud per soccorrere le forze americane accerchiate, riuscendo a raggiungere e sbloccare la città già il 26 dicembre. I combattimenti per il possesso del nodo stradale, tuttavia, rimasero violenti ancora per molte settimane. Quando i tedeschi si ritirarono da Foy (un villaggio a 5 km da Bastogne) il 14 gennaio 1945, lasciarono dietro di loro una città completamente distrutta.
Bastogne si trova a metà strada del percorso di una famosa classica del ciclismo, la Liegi-Bastogne-Liegi, uno degli eventi principali del calendario del ciclismo professionistico.

## Nella cultura di massa
- Il VI episodio di Band of Brothers, miniserie tv prodotta da Steven Spielberg e Tom Hanks, si intitola Bastogne.
- Alla difesa della città è dedicato un famoso film, Bastogne (tit.or. Battleground, 1949).
- I Power Metallers svedesi Sabaton hanno inciso una canzone che parla di Bastogne e che si intitola "Screaming Eagles" (da "Coat of arms" - 2010)

## Galleria d'immagini

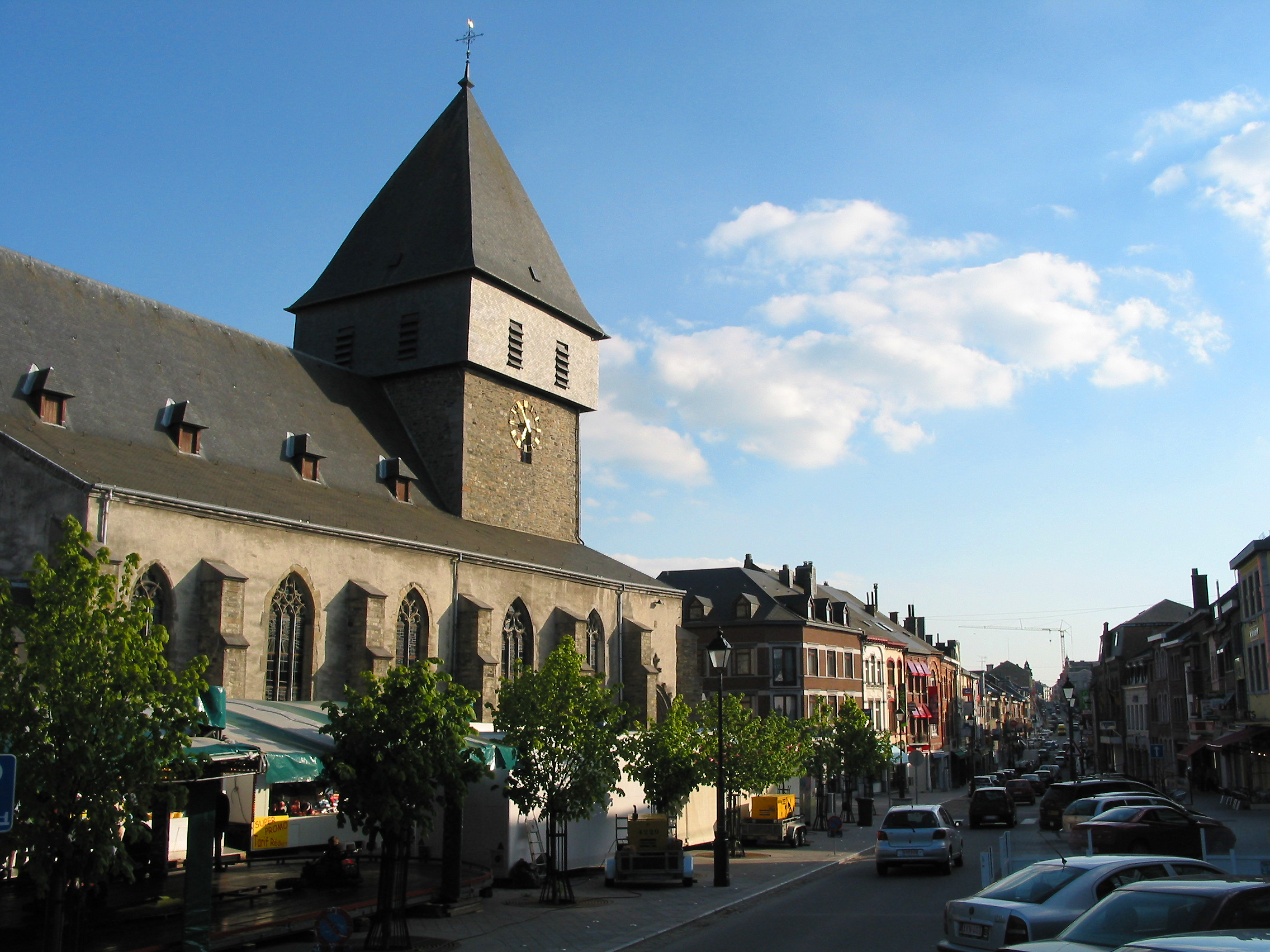
La Chiesa di S. Pierre (XII - XVI secolo).
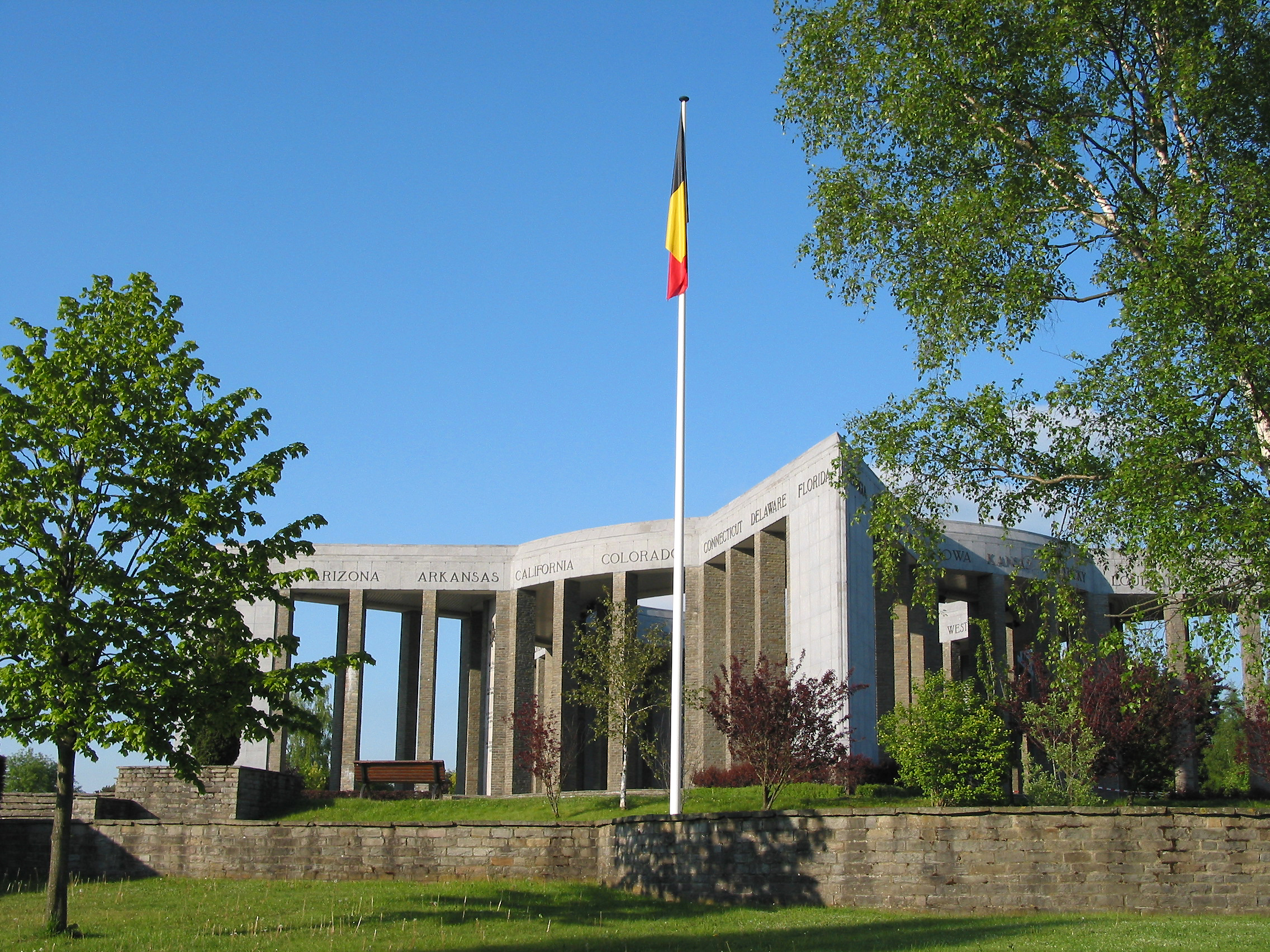
Il "Mardasson Memorial" (Battaglia del Bulge - 1944).